# Марти, Фарабундо
Фарабу́ндо Марти́ (полное имя — Агусти́н Фарабу́ндо Марти́ Родри́гес (исп. Agustín Farabundo Martí Rodríguez); 5 мая 1893 — 1 февраля 1932) — сальвадорский революционер, деятель латиноамериканского коммунистического движения.
Если историю нельзя писать пером, её следует писать штыком!Фарабундо Марти

## Биография
Родился в Сальвадоре, в сельскохозяйственной общине Теотепек департамента Ла-Либертад, в семье помещика, поклонника выдающегося кубинского поэта и революционера Хосе Марти. После окончания Салезийской средней школы в Сент-Сесилии, поступил в Университет Сан-Сальвадора, где получил юридическое образование. Участвовал в студенческом движении. За участие во «встрече единства» — совместной антиправительственной манифестации сальвадорских и гватемальских студентов — впервые был арестован, а затем выслан в Гватемалу. С 1920 по 1925 год находился в изгнании, где работал каменщиком, сельскохозяйственным рабочим, репетитором.
В 1923 году в Гватемале была основана коммунистическая партия, в создании которой он принимал активное участие. В стране разворачивалась борьба против диктатуры, Ф. Марти был арестован, но выпущен на свободу. В 1928—1929 годах Участвовал в партизанской войне в Никарагуа под руководством Сандино против сил местной диктатуры и американских интервентов, получил чин полковника, занимал пост личного секретаря Сандино. Вскоре между ними возникли разногласия идеологического характера, приведшие к разрыву. Фарабундо Марти, будучи марксистом, критиковал принцип беспартийности движения и идею создания «правительства национального примирения». 
В 1930 году была основана Коммунистическая партия Сальвадора, ранее игравшая активную роль в сальвадорском профсоюзном движении. На рубеже 1930-х она стала значительной силой в политической жизни страны. Ф. Марти с ней активно сотрудничал, хотя формально не занимал в ней никаких постов. 
В 1931 году в поместье Асучильо в департаменте Ла-Либертад произошло столкновение между силами национальной гвардии и членами местной профсоюзной организации. Эти события вынудили Ф. Марти встретиться с президентом Артуро Араухо. Встреча не привела к каким-либо результатам, и Ф. Марти был задержан. 17 мая 1931 года в Сонсонате состоялась демонстрация с требованием освобождения Марти. Против нее правительством были брошены солдаты пехотного полка Сонсонате и кавалерийская часть из департамента Санта-Ана. В результате столкновения с войсками было убито 10 человек, еще десятки получили ранения, часть демонстрантов была арестована. Ф. Марти объявил голодовку, которая продлилась 27 дней, вплоть до его освобождения под давлением народа.
В 1932 году, когда победившим на муниципальных выборах коммунистам военная диктатура отказалась позволить занять их места, Ф. Марти и компартия начали подготовку восстания. В этот период Ф. Марти занимал пост временного Генерального секретаря ЦК партии. Непосредственно принимал участие в планировании восстания, отвечал за установление контактов с симпатизирующими компартии офицерами из ряда гарнизонов, за поиски оружия, финансирования, организацию связи и привлечение к восстанию ряда различных социальных и политических кругов, разработке обращения к народу с призывом к свержению диктатуры Максимилиано Мартинеса. 
Однако о планах восстания узнали власти и за несколько дней до него три лидера — Альфонсо Луна, Марио Сапата и Ф. Марти — были арестованы на конспиративной квартире. Восстание, тем не менее, началось в назначенный срок, несмотря на арест вождей и отсутствие серьёзной подготовки, 22 января в полночь. Восставшие крестьяне и батраки захватили четверть территории страны. Власти ответили жестокими репрессиями, в ходе боёв погибло около 4000 человек, а после подавления восстания в стране воцарился «белый террор», было расстреляно около 28 000 человек.
1 февраля 1932 года главные организаторы восстания — Марти, Луна и Сапата — были расстреляны по приговору суда.
Именем Марти назван Фронт национального освобождения, который с октября 1980 года вёл вооружённую борьбу против правящего режима и в 2009 году пришёл к власти.